# Tulga
Tulga, Tulgas ou Tulca (en gotique 𐍄𐌿𐌻𐌲𐌰/Tulga, en espagnol Tulga) est un roi wisigoth d'Hispanie et de Septimanie de 639 à 642, après avoir succédé à son père Chinthila.
On attribue à Tulga une certaine candeur et faiblesse de caractère. Il semble que les Refugae ont pu lancer une attaque, bien que les principales activités de guerre doivent être mises au compte des Vascons. Il est cependant très probable qu'aucune rébellion importante n'a eu lieu avant celle de Chindaswinthe, puisque la facilité de sa chute rend peu probable qu'il aurait pu résister à une autre rébellion qui l'aurait précédée. Selon un chroniqueur franc du VIIe siècle, sous le règne du jeune roi, « toute l'Espagne, selon sa coutume, se livra aux vices et commit différents crimes. »

## La rébellion de Chindaswinthe
Chindaswinthe était déjà très âgé (il avait 79 ans), quand il commença sa rébellion. Il devait exercer un commandement militaire ou une charge importante dans la zone frontalière avec les Vascons qui étaient les maîtres des contreforts des Pyrénées occidentales. Il se rendait compte de la faiblesse de la couronne et se décida à prendre le risque (à son âge il n'avait guère à perdre) de convoquer les nobles (les Goths propriétaires terriens) et « le peuple » (sûrement les Goths qui habitaient le territoire de la Vieille-Castille actuelle). Il se fit proclamer roi, bien qu'il n'eût pas obtenu l'approbation de son action par les évêques. Le lieu de la réunion était Pampalica, et l'on croit qu'il s'agissait de Pampliega, près de Burgos, plutôt que de Pampelune.
Au-delà de ces faits les historiens diffèrent sur ce qui suivit, puisqu'il faut s'appuyer sur des sources peu sûres :
Frédégaire dit que :
« Chindaswinthe, ayant assemblé plusieurs sénateurs des Goths et le reste du peuple, fut élevé sur le trône d'Espagne. Après avoir détrôné Tulga, il le fit tondre pour le faire clerc ».
Ceux qui se fient à Sigebert de Gembloux croient que le rebelle, fort de l'appui reçu et de l'adhésion d'autres nobles, se présenta à Tolède, déposa Tulga et le fit tondre, le rendant inapte à régner selon ce qu'établissaient les canons conciliaires. On ne sait pas ce qu'il advint par la suite de Tulga, bien que pendant un certain temps il soit resté comme moine dans un monastère.
Mais si l'on préfère Saint Ildefonse, la situation est différente. La rébellion de Chindaswinthe obtint quelque appui dans la noblesse, mais ne disposant pas de l'adhésion du clergé elle échoua. Tulga conserva le trône et Chindaswinthe fut considéré comme rebelle, jusqu'à ce que la mort opportune du roi à la suite d'une maladie permît au prétendant de se faire reconnaître par les grands et le clergé (non sans mauvaise humeur, certainement, de la part de ce dernier).
Selon la chronique des rois wisigoths (Chronica regum Wisigotthorum), Tulga régna deux ans et quatre mois.

#### Sources anciennes
- Sigebert de Gembloux, Chronographia.
- Chronique de Frédégaire (lire en ligne).

#### Sources modernes
- Roger Collins, Visigothic Spain, 409–711, Blackwell Publishing, 2004.
- Edward A. Thompson, The Goths in Spain, Oxford, Clarendon Press, 1969.
- Jules Tailhan, « Tulgas », Anonyme de Cordoue. Chronique rimée des derniers rois de Tolède et de la conquête d'Espagne par les Arabes, éd. et annotée par Jules Tailhan, Paris, 1885, p. 83 (lire en ligne).